# Rosa Macedo
María Rosa Macedo (Humay, Pisco, Ica, 2 de abril de 1909 - Lima, 1 de enero de 1991) fue una pintora y escritora peruana. Reconocida como una de las figuras más importantes del movimiento indigenista en el Perú y una de las primeras mujeres en publicar libros de cuentos en el mercado editorial peruano. Entre sus obras, destaca la novela Rastrojo, por la que ganó el II Concurso Literario Latinoamericano de la editorial Farrar & Rinehart de Nueva York.

## Biografía
María Rosa Macedo nació en la Hacienda Montsierpe, ubicada en Humay (Ica), el 2 de abril de 1909. Se formó como artista, narradora y fue precursora del realismo. Sus padres fueron Armando Macedo y Alicia Cánepa. Ingresó al Colegio de los Sagrados Corazones de Lima. Posteriormente trabajó en la revista Variedades. Colaboró en El Comercio, La Crónica y La Prensa de Lima y de Buenos Aires. Estudió escultura y pintura en la Escuela Nacional de Bellas Artes e hizo amistad con importantes indigenistas como José Sabogal, quien fue su maestro. Contrajo matrimonio con Enrique Camino Brent y, fruto de esta unión, nació Federico Camino Macedo.
Junto a su esposo, pintor como ella, impulsó el movimiento indigenista. Asimismo, perteneció a una de las generaciones que cultivó mejor el cuento en Perú, en la cual también estuvieron narradores como Francisco Izquierdo, Ciro Alegría y José María Arguedas.
Falleció el 1 de enero de 1991 en Lima.

## Sobre su producción
Fue una de las primeras mujeres en publicar libros de cuentos en el mercado editorial peruano, al igual que otras mujeres como Delia Castro González, María Wiesse, Delia Colmenares, Julia Clayssen, Elvira García y García, Magda Portal, Rosa Arciniega, María Negrón y Zoila Aurora Cáceres. Asimismo, sus cuentos fueron incluidos por Sarina Helfgott en la antología Cuentos, la primera de su género en recopilar publicaciones de mujeres.
Continuó la narrativa de Abraham Valdelomar. Sus relatos se caracterizan por reflejar pequeños pueblos de la costa central, habitados por campesinos costeños, andinos y afroperuanos. Muestran sus vivencias de infancia.
- Ranchos de caña (1941), combinó los cuentos y relatos ambientados en la hacienda Montesierpe (en su natal Humay) con una serie de “estampas”, amplias descripciones de los paisajes geográficos. Destacan los cuentos “El guarango” y “El mayordomo”.[5]

- Rastrojo (1943). Trama: Rastrojo es el relato de la vida de una mujer valerosa, fuerte y resignada que se llamó Martina. Tronco de tres generaciones que ella alcanzara a ver, y de las que fuera siempre apoyo y ayuda. Vivía en Humay, pueblo pequeño sobre la carretera a Pisco, y sus ojos cansados vieron irse por ahí, uno a uno, a todos sus hijos, en pos de la aventura, del dinero o del deber.[5] Está dividida en tres partes: "Bajo el sol de la quebrada", "Y fue pasando la vida" y "Caminos de nostalgia". En el primer apartado, el relato gira alrededor de la adolescencia y los primeros años de adultez de Martina "una chica muy desarrollada y precoz" (p. 7). En el segundo, pasan al centro del discurso los hijos de la protagonista y sus interacciones con el pueblo hasta que, finalmente, en "Caminos de nostalgia" se habla de Pedro, el menor de los descendientes, su viaje a la ciudad y su "vuelta" al campo tras varios años de peregrinaje. Uno de los primeros elementos a considerar en "Bajo el sol de la quebrada" son los residuos testimoniales que acompañan el estilo narrativo de esta autora. Sin duda, la distancia analítica con que son relatados los primeros hechos, el gesto de contextualizar el nacimiento de Martina a los pocos años del fin de la esclavitud en el Perú y la inclusión de un glosario que "traduzca" a ojos de los lectores algunos diálogos e intercambios afectivos referidos, funcionan como una suerte de plataforma confidencial para la autora. La escritora rememora Montesierpe, la hacienda donde se crio. En palabras de Alfredo Bryce Echenique, este lugar es parte del universo de la novela. Además, recoge una vida de campo que permanece, la oralidad que rememora a los abuelos de los actuales iqueños.[8]

- Hombres de tierra adentro (1948). Es un conjunto de cuentos en los que –ya con más dominio de sus recursos narrativos– mezcla los elementos realistas con mitos, leyendas y sucesos mágicos, a la manera que lo haría el llamado “realismo mágico” recién veinte años después.[5]

En 2019, la editorial iqueña El Conde Plebeyo reeditó la novela Rastrojo como parte de un proyecto que busca revalorar la literatura producida en Ica. En la edición de la Feria Internacional del Libro de Lima (FIL) 2020, que se llevó a cabo a través de diferentes plataformas digitales, se presentaron más de 100 libros, entre los cuales estuvo "Rastrojo".

## Opiniones sobre sus obras
La italiana Giovanna Minardi, peruanista e investigadora en Literatura hispanoamericana, manifiesta sobre la obra de Macedo: “… en todos sus textos resalta la vitalidad del tema y cierta frescura en el relato. Presenta la autora personajes y escenas captados de la realidad inmediata, descritos con simpatía y familiaridad. Seguramente, sin proponerse esbozar la visión global de un mundo alejado de la vida urbana, se deleitó en ofrecernos, gracias a la sencilla descripción de costumbres, de paisajes y apuntes psicológicos, una versión sugerente, realista y colmada de emociones”.

## Premios y reconocimientos
- 1943: Obtuvo el primer premio en la categoría novela en el II Concurso Literario Latinoamericano de la editorial Farrar & Rinehart de Nueva York por su obra el Rastrojo.[11]
- 2009: La Pontificia Universidad Católica del Perú organizó una celebración por el centenario de su nacimiento. En la mesa de honor estuvieron José Antonio Bravo, Fernando Carvallo, Ricardo González Vigil y Mariana Libertad Suárez. Como moderador participó Alfredo Bryce Echenique. En este evento, el novelista José Antonio Bravo, quien hizo un importante análisis de la calidad literaria de María Rosa Macedo, lanzó el reto a los organizadores de este espacio a que editen la obra de la escritora homenajeada, dado que las nuevas generaciones no conocen de esta autora por su poca difusión.[12]

- 2010: La Casa de la Literatura Peruana organizó una exhibición de las distintas vertientes del indigenismo, corriente caracterizada por un sentimiento de reivindicación del indio y un acercamiento al “mundo total” del habitante andino. Aquí, se mostraron datos biográficos de 7 escritores, las características que los convirtieron en destacados representantes del indigenismo, fotografías y primeras ediciones de sus libros más conocidos, considerados tesoros literarios. Los 7 escritores seleccionados María Rosa Macedo, Enrique López Albújar, Luis Eduardo Valcárcel, José Carlos Mariátegui, Gamaliel Churata, José María Arguedas, Porfirio Meneses Lazón, Manuel Scorza y Eleodoro Vargas Vicuña.[13]

- 2012: El 2 de febrero, la Pontificia Universidad Católica del Perú presentó sus obras literarias y el "Libro Narrativa completa de María Rosa Macedo" en la ciudad de Lima.[14]

- 2012: El viernes 3 de agosto, las autoridades ediles del distrito de Humay (Pisco – Ica - Perú), ciudad natal de María Rosa Macedo, le rindieron homenaje en reconocimiento a su destacado aporte a la narrativa peruana.[15]
- 2018: Desde el 19 de septiembre al 28 de octubre, la Casa O’Higgins de la Pontificia Universidad Católica del Perú, en colaboración con el Museo Nacional de la Cultura Peruana y el Ministerio de Cultura, rinde homenaje a la Escuela Nacional Superior Autónoma de Bellas Artes del Perú con una exposición de obras de artistas indigenistas formados en este centro, en la cual se incluye a María Rosa Macedo.[2]